# Attila (Severance)
"Attila" es el sexto episodio de la segunda temporada de la serie de televisión de ciencia ficción y suspenso psicológico estadounidense Severance. Es el episodio número 15 de la serie y fue escrito por la productora consultora Erin Wagoner y dirigido por Uta Briesewitz. Se estrenó en Apple TV+ el 21 de febrero de 2025.
La serie sigue a los empleados de la corporación ficticia Lumon Industries, una empresa que utiliza un programa de "cercenadura" en el que sus recuerdos no laborales se separan de sus recuerdos laborales. En este episodio, Helly se entera de lo que hizo Helena durante el ORTBO y decide formar sus propios recuerdos. Mientras tanto, Milchick se toma un día libre, mientras que el outie de Irving cena con el outie de Burt.
El episodio recibió críticas muy positivas de los críticos, que elogiaron las actuaciones, el tono y el suspenso, aunque algunos tuvieron reacciones encontradas sobre las historias que no se abordaron en los episodios anteriores.

## Trama
Mark (Adam Scott) le cuenta entre lágrimas a Reghabi (Karen Aldridge) sobre su visión de Gemma, lamentando que ella no pareciera reconocerlo; Reghabi le asegura que los dos se reunirán. En la oficina, Dylan (Zach Cherry) les cuenta a Mark y Helly (Britt Lower) sobre el hallazgo del dibujo de Irving y las instrucciones para llegar al Salón de Exportaciones en la Sala de Descanso, y Helly decide ir a recuperarlo ella misma. Mark experimenta alucinaciones de reintegración más vívidas. Mientras tanto, Milchick (Tramell Tillman) se toma el resto del día libre para abordar las infracciones señaladas en su evaluación de desempeño, dejando a la Sra. Huang (Sarah Bock)—quien se revela en una relación de compañerismo con Lumon—a cargo del piso cortado
En el baño, Mark le confiesa a Helly que él y Helena tuvieron relaciones sexuales durante el retiro, y que realmente creía que era Helly. Sintiendo que Helena le robó la experiencia, Helly decide crear su propio recuerdo e inicia relaciones sexuales con Mark en una habitación sin uso en el piso cortado. Después, Mark sufre una hemorragia nasal; la Sra. Huang le realiza un examen médico, pero Mark afirma que está bien. En la suite de visitas de la familia Outie, Gretchen (Merritt Wever) visita a Dylan nuevamente, y Dylan dice que desearía poder estar con ella. Los dos comparten un beso apasionado. Esa noche, Gretchen le miente al outie de Dylan diciéndole que su sesión de visita fue cancelada.
Mientras tanto, Milchick pasa el tiempo en el armario de suministros practicando cómo colocar los sujetapapeles correctamente, además de simplificar su discurso, según lo afirmado en su evaluación de desempeño, y tiene un momento intenso para sí mismo frente al espejo.
Mark y Reghabi llevan a cabo otra sesión de reintegración, pero Mark tiene dificultades para recordar más detalles sobre el piso cortado. Reghabi sugiere "inundar" quirúrgicamente el chip de indemnización en el cerebro de Mark para acelerar el proceso de reintegración, pero Mark descarta rápidamente la idea y se marcha furioso. Él va a comer a un restaurante, donde llega Helena y se presenta. Los dos tienen una conversación coqueta, donde Helena indaga en detalles sobre la contingencia. Luego Helena menciona a Gemma, refiriéndose a ella con un nombre equivocado; Mark se inquieta y se va.
Mientras tanto, Irving (John Turturro) se une a Burt (Christopher Walken) y su esposo Fields (John Noble) para cenar en su casa. Burt recuerda que el pastor de su antigua iglesia declaró que los Innies y los Outies tienen almas separadas, y dice que se sometió a una separación con la esperanza de que su Innie fuera al cielo, sintiendo que su Outie ya estaba condenado. Fields dice que Burt ha estado con Lumon durante 20 años, aunque Irving señala que el procedimiento de cercenadura se inventó hace solo 12 años; Burt luego lo hace pasar como un desliz de borracho. Fields también pregunta directamente si los Innies de Burt e Irving tuvieron relaciones sexuales sin protección, y dice que cree que los Innies merecen experimentar el amor y espera que el de ellos haya sido hermoso. Durante la visita de Irving, el Sr. Drummond (Ólafur Darri Ólafsson) irrumpe en su casa y encuentra las notas que Irving ha reunido sobre los empleados de Lumon.
Mark regresa a casa y decide proceder a acelerar quirúrgicamente su reintegración. Reghabi vuelve a abrir la incisión en el cráneo de Mark a través de la cual se implantó el chip de separación e inyecta un líquido en la región de su cerebro que contiene el chip antes de volver a sellar la incisión. De repente, Mark experimenta destellos de tener sexo con Helly. Reghabi le advierte que mantenga la cabeza quieta, pero Mark escucha a Devon llamando a su puerta y va a recibirla. Mientras hablan, rápidamente se desorienta y de repente se desploma en el suelo; Reghabi se apresura a ayudar a Devon a revivir a Mark.

## Producción

### Desarrollo
El episodio fue escrito por la productora consultora Erin Wagoner y dirigido por Uta Briesewitz. Esto marcó el primer crédito como guionista para Wagoner y el primer crédito como director para Briesewitz. 

### Escritura
En cuanto a las acciones de Helly, Britt Lower dijo: "Es una reivindicación. Es un acto valiente ser lo suficientemente vulnerable como para decirle a Mark: 'Quiero esto'. Helly rara vez se conmueve por algo, pero que su corazón se abra a la conexión es lo más aterrador, no solo para Mark, sino para su familia elegida de Dylan e Irving".  También explicó la decisión de que Helly se quitara los tacones por primera vez en el episodio: "Siempre sentí que Helly tenía una relación de odio con sus tacones. No se los ponía por la mañana. Probablemente preferiría usar botas o algo así. Solo poder sentir sus pies sobre las baldosas, pensé, era... ella puede reclamar eso, al menos, y luego la lleva a la siguiente acción que toma". 
Christopher Walken comentó sobre la nueva personalidad de Burt: "He visto a ciertos actores, los he visto 20 veces en películas y creo que los conozco un poco, y luego los conozco en persona y son personas muy diferentes de lo que pensaba. Es una sorpresa. Sentí que así es como es con Burt. Crees que lo conoces, pero él es un poco diferente. Lo pensé como un actor que conoce a otro actor". 

## Reseñas críticas
"Attila" recibió críticas muy positivas por parte de los críticos. Saloni Gajjar de The AV Club le dio al episodio una "A-" y escribió: "Severance no está de humor para respuestas directas. Nos está haciendo contemplar la situación desde cada punto de vista y sentir por todos los involucrados, abriendo con razón discusiones importantes sobre el consentimiento. Dicho esto, Helena coqueteando descaradamente con Mark fue difícil de ver. Chica, cálmate. Y eso sin que Gemma/la Sra. Casey estén completamente en escena todavía. Si esto parece polarizante ahora, imagina lo complicado que será una vez que su esposa regrese a sus vidas. "Attila" se centra en estos vínculos complejos, dejando que los misterios hiervan a fuego lento en un segundo plano para masticar las interioridades de los personajes. Pero estas relaciones, sin duda, van a explotar. Todos sabemos que se avecina". 
Alan Sepinwall, de la revista Rolling Stone, escribió: "Empiezan a aparecer lagunas en su propia cronología, de modo que la Sra. Huang está atendiendo la nariz ensangrentada de Innie Mark en lo que parece ser exactamente el mismo momento en que Reghabi está tratando a Outie Mark, aunque, por supuesto, no puede estar en dos lugares a la vez. Pero las barreras entre los mundos innie y outie están siendo empujadas, y a veces directamente rotas. Los corazones y las almas no están destinados a estar divididos de esta manera. ¿Es de extrañar que las cosas se estén desmoronando de esta manera?".
Erin Qualey de Vulture le dio al episodio una calificación perfecta de 5 estrellas sobre 5 y escribió: "Es una gran decepción que ninguno de los triángulos amorosos en Severance pueda terminar en otra cosa que no sea tristeza y tragedia. Esta semana, descubrimos que Outie Burt no solo está casado, sino que también es potencialmente un pez gordo infame de Lumon... pero todavía quiero que su Innie termine con Irving B. Y, aunque Mark se está reintegrando, de alguna manera quiero que esté con Helly R. y Gemma al mismo tiempo. Esto es claramente imposible. Severance nos está preparando para una gran angustia, y estoy tratando (y fallando) de preparar mi frágil corazón para todo eso".  Ben Travers de IndieWire le dio al episodio una "A-" y escribió: "Todo este tiempo, la estación de trabajo está vacía. No se están refinando los números. Cold Harbor sigue incompleto. Innies puede merecer experimentar el amor, puede que tengan que experimentar el amor, pero esa única toma de cinco segundos de una oficina vacía de MDR deja un punto irrefutablemente claro: si se permite que todo este amor continúe, Lumon no puede funcionar". 
Brady Langman de Esquire escribió: "Estoy (casi) seguro de que Mark no está muerto, pero no sé cuánto tiempo más puede durar la reintegración. De todas formas, cuando entremos en el episodio 7 la semana que viene, parece que estamos en un punto de inflexión. Si Severance quiere finalmente dar algunas respuestas, el tiempo se acaba".  Erik Kain de Forbes escribió: "Hay algo tan intensamente siniestro y espeluznante en la cena a la que Irving asiste en la casa de Burt. Esperaba que fuera incómoda, pero no esperaba que Burt fuera tan aterrador como un outie". 
Jeff Ewing de Collider escribió: "El episodio nos deja absolutamente en suspenso sobre lo que sucedió con el sorteo de Irving y las instrucciones al Salon de Exportaciones, sin mencionar que Milchick solo se centró en las dos primeras críticas en su evaluación de desempeño. Si eso es una indicación, esperen que Milchick salga a pelear con un estilo gerencial más severo la próxima semana".  Breeze Riley de Telltale TV le dio al episodio una calificación de 4 estrellas de 5 y escribió: "Severance ha mordido mucho esta temporada en lugar de responder preguntas importantes. Por ejemplo, ¿a dónde diablos fue la Sra. Cobel? Sin embargo, todavía hay mucho tiempo para presentar su caso". 